# Tempograf
Tempografen är ett enkelt fysikverktyg som används för att bestämma ett rörligt objekts hastighet och acceleration. En tempografremsa, ett självkopierande papper, träds igenom tempografen och fästes i det rörliga objektet. När det rörliga objektet rör sig ifrån tempografen drar det samtidigt i remsan så att det åker igenom tempografen. När tempografen slås på gör tempografen en markering (prick) i remsan var hundradels sekund eller dylikt och det rörliga objektets acceleration syns genom att prickarnas avstånd ifrån varandra blir allt större. När objektet har en konstant hastighet syns det genom att prickarnas avstånd ifrån varandra är konstanta. Objektets hastighet går att räkna ut med hjälp av prickarnas avstånd ifrån varandra förutsatt att man vet tidsintervallet som tempografen markerar i remsan.